# Cataglyphis floricola
Cataglyphis floricola é uma espécie de inseto do gênero Cataglyphis, pertencente à família Formicidae.